# Menuet
Pour les articles homonymes, voir Menuet (homonymie).

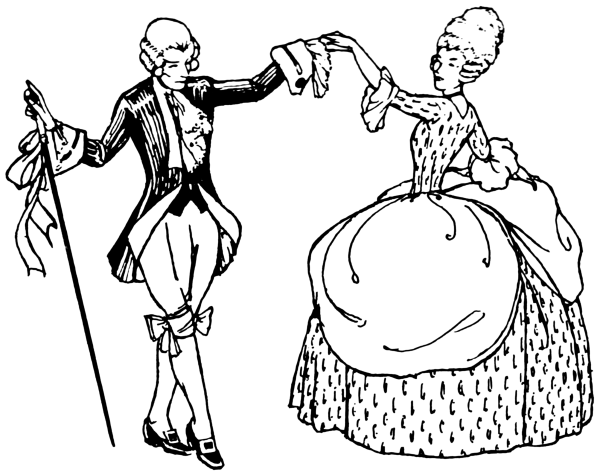
Représentation du menuet.

Le menuet est une danse traditionnelle et une forme musicale de la musique baroque, à trois temps, à mouvement modéré, gracieuse et noble. D'un point de vue formel, le menuet comporte deux sections, chacune comportant une reprise. C'était une des danses préférées de Louis XIV et de sa cour. Ce type de danse pourrait avoir pour origine le branle du Poitou.

## Musique
Le menuet est intégré par Jean-Baptiste Lully à ses opéras, depuis Cadmus et Hermione en 1673.
C'est une des danses facultatives de la suite : elle s'insère dans ce cas après la sarabande et avant la gigue. Elle est le plus souvent doublée avec répétition du premier menuet, sans reprise après le second menuet, les thèmes des deux étant souvent apparentés. Le deuxième menuet, écrit à trois voix, porte alors l’indication « trio » (que suit généralement la reprise du premier menuet), nommé ainsi car Lully confiait cette partie à trois instruments (en général 2 hautbois et un basson). Dans les sonates et les symphonies, l’appellation abusive de « trio » désigne quelquefois, même si ce n’est pas écrit à trois voix, l’épisode central remplaçant ce deuxième menuet.
C'est la seule danse de la suite à avoir été conservée dans la sonate : il y aura encore des menuets dans les symphonies de Haydn, de Mozart, de Beethoven, de Stamitz, mais il disparaît ensuite, remplacé par le scherzo.

## Danse
La littérature nous a laissé de nombreux écrits relatifs à cette danse de société par excellence qui devint la reine des danses, tant à la ville qu'à la scène. Le menuet est attesté pour la première fois en 1664 par Guillaume Dumanoir dans son traité polémique contre les maîtres de danse de l'Académie royale de danse. Il fit son apparition peu de temps après dans les opéras de Lully et sa vogue s'amplifia rapidement. Mais ce n'est qu'en 1706 que Raoul Feuillet en donna la première description précise, dans son Ve Recueil de danses de bal pour l'année 1707. Durant tout le XVIIIe siècle, les maîtres de danse tentèrent, par leurs écrits et leurs enseignements, de lui conserver sa pureté primitive et de le préserver des contaminations, des simplifications et des « popularisations » excessives, dues à la pratique généralisée dans les salons. Le rôle de ces maîtres fut, une fois de plus, de rappeler aux élèves, réguliers ou occasionnels, les règles de la danse noble, par opposition à la contredanse baladine.
Parmi les ouvrages les plus significatifs du XVIIIe siècle, Le Maître à danser de Pierre Rameau (Paris 1725) fut sans conteste le meilleur et le plus complet sur le sujet.
L'importance du livre de Rameau ne doit cependant pas conduire à penser que le menuet se présentait sous une forme unique et inaltérable. Les maîtres de danse de la cour pouvaient certes faire valoir leur titre pour imprimer à la danse un style choisi et une exécution plus séante en société  que d'obscurs petits maîtres n'auraient pu le faire. Par contre, là où la cour et la ville s'ingéniaient à régler une pratique, la province fit souvent montre d'originalité et d'invention. Lorsque Rameau écrit que « le plus court qu'on le peut faire c'est le meilleur. Mais lorsque l'on est parvenu au point de le bien danser, on peut de tems à autre y faire quelque agrément », la voie est ouverte à la concision en même temps qu'à l'improvisation.

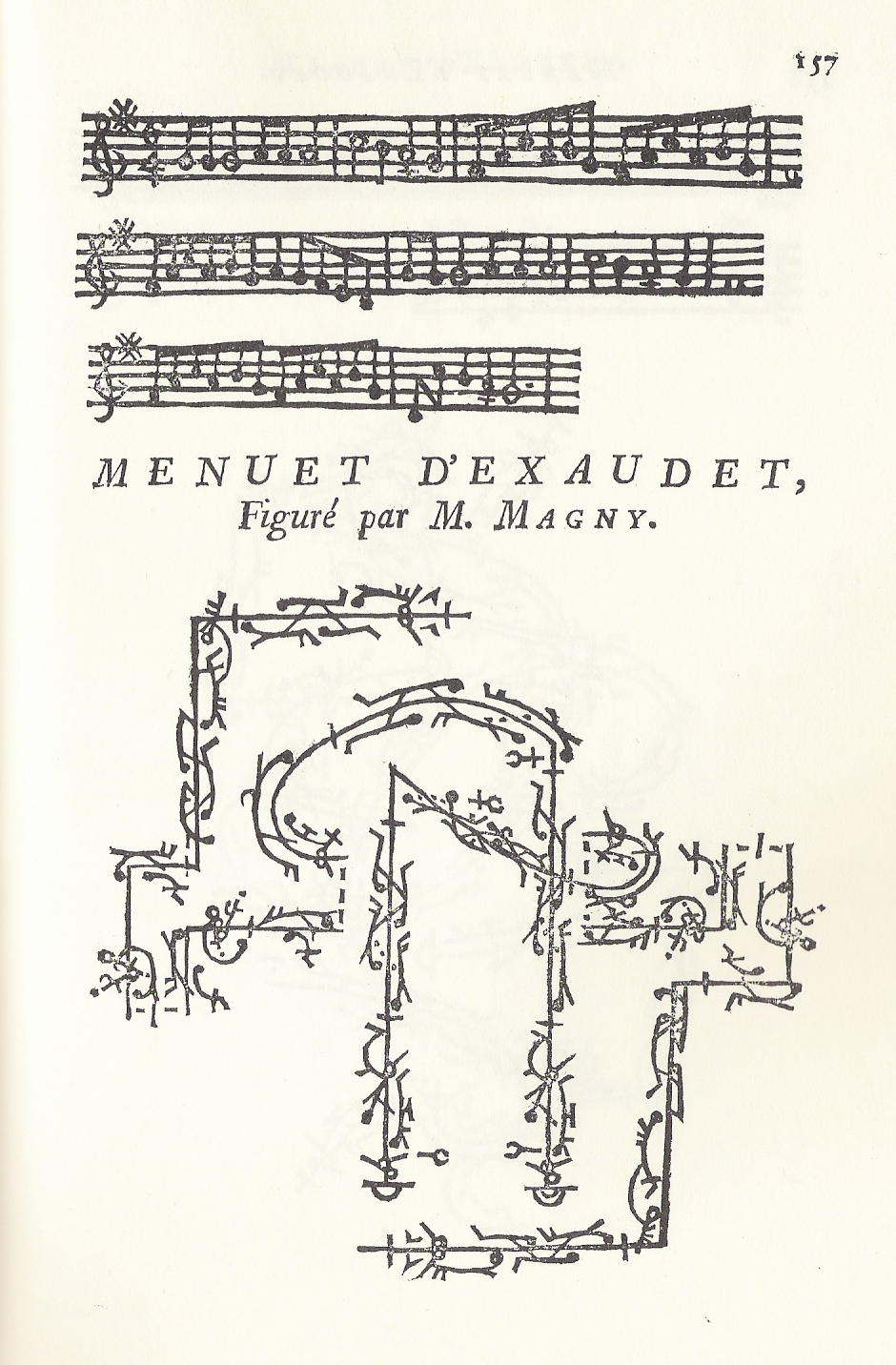
Menuet d'Exaudet
(Magny, Principes de chorégraphie, Paris, 1765).

L'un des plus populaires fut le « menuet d'Exaudet » composé par le violoniste André-Joseph Exaudet et chorégraphié en 1765 par Claude Magny. Il est extrait des six sonates en trio à deux violons et basse opus 2 publiées à Paris en 1751. L'air a servi de timbre à plus de deux cents chansons de tous styles et la danse était encore pratiquée au début du XXe siècle.
Après une longue éclipse, le menuet originel fut remis à l'honneur vers les années 1880 sous une forme inspirée du quadrille. Malgré l'engouement du public et l'imagination des maîtres de danse, il ne survécut qu'une quinzaine d'années, même si sa théorie était encore enseignée jusqu'à la Première Guerre mondiale.
Importé à Madagascar au milieu du XIXe siècle, le menuet appelé afindrafindrao, est encore à ce jour la danse traditionnelle d'ouverture d'une fête.

### Les pas

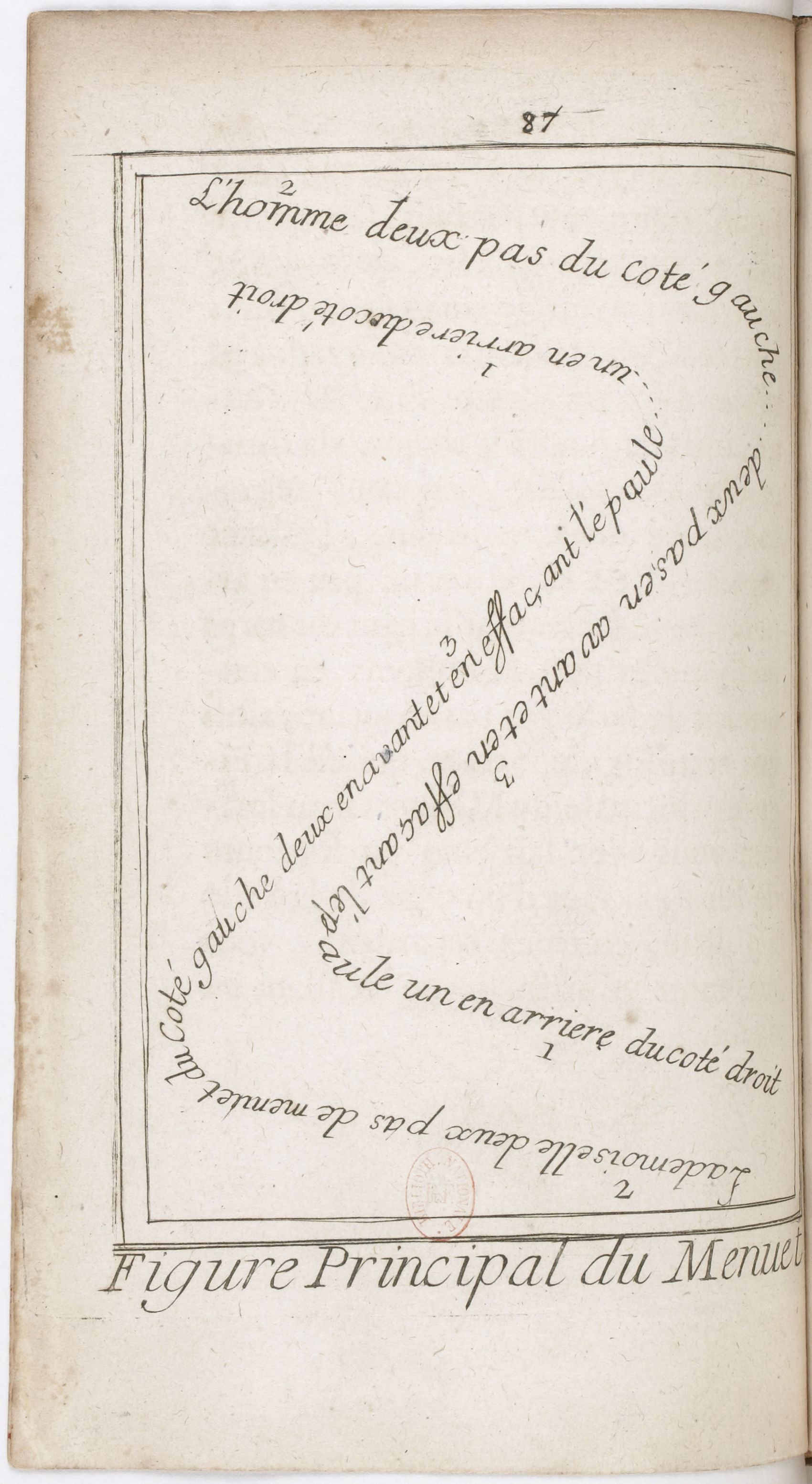

Le menuet a une métrique ternaire et se joue à 
. Un pas de menuet s'accomplit en deux mesures et les quatre appuis sont répartis sur les six temps de manière variable, par exemple, selon Rameau :
- 1 2 : demi-coupé du pied droit ;
- 3 4 : demi-coupé du pied gauche ;
- 5 : pas élevé du pied droit ;
- 6 : pas élevé du pied gauche.

D'autres auteurs préconisent la répartition suivante :
- 1 2 3 : demi-coupé du pied droit ;
- 4 : demi-coupé du pied gauche ;
- 5 : pas élevé du pied droit ;
- 6 : pas élevé du pied gauche.

Les temps 4 à 6 forment alors un « pas de bourrée ».

### Les figures
Le menuet comporte, à l'origine, les cinq figures suivantes :
- la figure d'introduction ;
- la figure principale, appelée « Z » ;
- présenter la main droite ;
- présenter la main gauche ;
- présenter les deux mains.